# Павлово (Козельский район)
Павлово — деревня в Козельском районе Калужской области. Входит в состав Сельского поселения «Село Волконское».
Расположено примерно в 9 км к юго-западу от села Волконское.

## Население
На 2010 год население составляло 1 человек.